# Számítógéppel támogatott sakkozás
A számítógéppel támogatott sakkozás (advanced sakk) alatt a sakkozásnak azt a formáját értjük, amikor a lépés meghatározása során a játékos először egy lépésgeneráló sakkprogrammal, valamint megnyitás- és játszmagyűjteményt tartalmazó adatbázissal rendelkező számítógép segítségét veszi igénybe. A versenyző szabadon választhat a gép által javasolt, általa legjobbnak ítélt lépések közül, sőt el is térhet azoktól.
A számítógéppel támogatott sakkozás fogalma alatt közvetve érthető az is, amikor a hagyományos, tábla melletti sakkversenyre való felkészülés során a versenyzők a számítógépes adatbázisból kikeresik leendő ellenfeleik játszmáit, és ez alapján elemzik stílusukat, valamint játékszokásaikat. Ehhez kapcsolódóan az adatbázis megnyitási repertoárja segítségével keresik meg az ellenük alkalmazható legelőnyösebbnek számító változatokat, illetve ezekben a változatokban a sakkmotor segítségével próbálhatják ki, hogy valamely új lépés (az adott változatban újítás) hatásos lehet-e.
A számítógéppel támogatott sakkozás a fenti előnyös oldala mellett komoly kérdéseket vetett fel a levelezési sakkozás területén.

## A számítógép használata a levelezési sakkban
A probléma először 1997-ben, az első kereskedelmi forgalom került sakkozógépek, valamint számítógépes sakkprogramok megjelenésekor vetődött fel. 1997-ben a Deep Blue szuperszámítógép ugyan már legyőzte a világbajnok Garri Kaszparovot, de a kereskedelmi forgalomban levő személyi számítógépek (PC-k), illetve programok akkor még játékerőben nem jelentettek komoly kihívást, így az általuk javasolt lépések kritikátlan alkalmazása a levelezési játszmákban eléggé kétélű fegyvernek számított. Nagyobb segítséget jelentettek az akkor rohamosan fejlődő személyi számítógépek tárolókapacitásai, amelyek játszmák nagy tömegének adatbázisba rendezését és különböző szempontok szerint keresését tették lehetővé. Valójában még ez sem számított olyan nagy segítségnek, mert még ekkor is a sakkozótól függött, hogy mely – esetleg korábban már megjátszott játszma szerinti folytatást – választja. A játék végkifejlete továbbra is a sakkozó kvalitásaitól függött. Ebben az időszakban a számítógépek használatát nem is tiltották, mivel úgy tekintettek rájuk, mint egy jelentős mennyiségű sakk-könyvet tartalmazó könyvtárra – amelynek használata mindig is engedélyezve volt. A sakkprogramok által generált lépésekre vonatkozóan ekkor még nem hoztak szabályt, annak ellenére, hogy ezt a levelezési sakkozók többsége etikátlannak tartotta.
A komoly probléma a 2000-es években jelentkezett, amikor egyes – már viszonylag elérhető árban beszerezhető – sakkozógépek játékereje elérte akár a 3000 Élő-pontot is. (Csak összehasonlításként: 2015-ben a sakktörténelem legmagasabb Élő-pontszámaként a Magnus Carlsen által elért 2882 pontot tartják nyilván.)
2005-ben J. Franklin Campbell, aki már 1997-ben felismerte a számítógépeknek a levelezési sakkra gyakorolt hatásának veszélyeit, ismét behatóan elemezte az időközben kialakult helyzetet. Tekintettel arra, hogy a levelezési sakk szabályai abban az időben a korábbiaknak megfelelőek voltak, azaz nem tartalmaztak semmilyen előírást a számítógépek használatával kapcsolatban, csupán az etikai oldalát tudta megfogni a problémának. Azzal érvelt, hogy bár a szabályok nem tiltják, azonban itt olyan játékról van szó, amelyben a sportszerűség a kezdetektől fogva jelen van. A számítógépes sakkprogramok lépésgenerátorának használata etikátlan, sportszerűtlen, ezért annak használatától tartózkodni kell. Véleménye szerint ha a szabályok tartalmaznák a sakkprogramok használatának tiltását, akkor a levelezési sakkozók sportszerű többsége nem élne ezzel a lehetőséggel.
Ekkoriban a levelezési sakk nemzeti és nemzetközi szervezetei különbözőképpen álltak a számítógépek használatához. Az Amerikai Levelezési Sakkozók Szövetsége (USCF) szabályzata szerint „használhatók a sakk-könyvek és folyóiratok, de nem megengedett más személy bevonása, valamint számítógép és sakkprogramok használata a lépés meghatározása során. A számítógépes adatbázisok használata megengedett.” Ugyanezt a szabályt tartalmazta az ausztrál, a kanadai és a skót szabályzat is. Az ICCF (Nemzetközi Levelezési Sakkszövetség) szabályzata nem tiltotta tételesen a számítógépek használatát, de Magatartási Kódexében kimondta: „Elvárható, hogy minden játékos maga dönt a lépéséről. Elfogadhatatlan, ha a nevében más játssza a játékot.” Ez az előírás a gépekre is vonatkozott, de sokan csak egy másik játékossal való konzultáció tiltását értették alatta.
Campbell 2005-re belátta, hogy a kérdés etikai vonatkozásainak hangsúlyozása nem oldja meg a problémát, mivel a sakkprogramok használata nem ellenőrizhető, és ezért nem szankcionálható. A probléma megoldásához vizsgálni kezdte, hogy miért használják a levelezési versenyzők a sakkprogramokat. (Ilyen vizsgálatot végzett 1999-ben prof. dr. Ingo Althöfer is.) Az alábbi válaszokat kapta:
- A sakkvakság[5] kiküszöbölésére. (Megjegyzés: a levelezési sakkjátszmák minősége 2000 óta határozottan javult, durva elnézés csak elvétve fordul elő.)
- Az eredmény maximalizálása érdekében – hogy a versenyen minél jobb eredményt érjenek el.
- Mivel az ellenfelem sakkprogramot használ, az esélyek kiegyenlítése érdekében nem adhatom meg neki azt az előnyt, hogy én ne használjam.
- Mivel ez gyors és egyszerű, nem kell hosszú időt eltöltenem az állás elemzésével, a felszabaduló időt más, „hasznos” dologgal tudom tölteni.

Tekintettel arra, hogy ebben az időben éppen a sakkprogramok használata miatt sokan abbahagyták a levelezési sakkozást, a helyzet megoldást kívánt. A megoldás látszólag megszületett azzal, hogy elkészítettek egy sakkcsalást kiszűrő programot, amely összehasonlította a legerősebb négy sakkprogram által javasolt lépéseket a játékos által megtett lépésekkel, és szignifikáns egyezés esetén megállapította a csalást. Ezzel a programmal azt is megmutatták, hogy – a szűrőprogram szerint – melyik sakkprogramot használta a versenyző. E programnak többen is áldozatul estek, köztük a korábbi magyar sakkbajnoknő, az ekkor már Görögországban élő Dembo Jelena női nemzetközi nagymester, akit csalás vádja miatt kitiltottak a chess.com sakkszerverről. Ezt az ellenőrzési módszert időközben beszüntették, mert a legerősebb sakkjátékosok esetében már nem lehetett megállapítani, hogy egy adott lépést saját maguk találtak meg, vagy a sakkprogram segítségével. Erre a megállapításra azt követően jutottak, hogy a csalásellenőrző programot végigfuttatták több, nemzetközi címet viselő és neves nagymester korábbi, bizonyítottan számítógéphasználat nélküli játszmáján, és az eredmények nagy részében a program ezekben az esetekben is a határértéken belüli értéket adott, azaz ezeknél a játszmáknál is csalást jelzett volna.

## A sakkprogramok gyengesége
A kutatások abba az irányba fordultak, hogy melyek a számítógépes sakkprogramok gyenge pontjai, milyen játékstratégiával lehet legyőzni az akár legerősebbnek tekinthető programot is. A számítógépes sakkprogramok a „brute force” elve alapján működnek, azaz egy adott állásban minden lehetséges lépésváltozatot megvizsgálnak a gép kapacitásától függő lépésmélységig. Ez tekinthető a legnagyobb gyengeségüknek, ugyanis nem valamely stratégiai elgondolás következetes végigvitelére törekednek, hanem az ellenfél minden egyes lépése után az adott mélységig (az előző lépéshez képest 1 lépéssel tovább) végigveszik az összes lehetséges lépéssorozatot. A sakkozók stratégiai elgondolásai azonban gyakran hosszabb távúak, mint amilyen mélységig a gép számol. Ez eredményezheti azt, hogy a gépi programok gyakran taktikai elemek révén, intuitív áldozatok útján (amikor a változatok sokasága fonalasan nem számolható ki egy adott lépésszámig előre tekintve) győzhetők le. Ugyanez a nyerési lehetőség adódik a hosszú távú stratégiai elgondolások következetes végigvitele mentén. A számítógépes sakkprogramok előre betáplált játszmagyűjteményük figyelembe vételével, a számított lépések után előálló hadállások pontozásos értékelésével döntik el, melyiket tartják a legjobb lépésnek. Egy-egy állásban előfordulhatnak azonos erősségűnek ítélt lépések, illetve a lépések között néhány tized vagy század eltérések. A program mindig a legjobb pontszámra értékelt lépést választja. Ugyanakkor a stratégiai elgondolás következetes végig viteléhez elképzelhető, hogy nem ez, hanem az adott állásban egy néhány tizeddel gyengébbnek számított lépés a legcélravezetőbb. A sakkprogramok csupán a néhány (4-5) általuk legjobbnak ítélt lépést ajánlják fel, amelyek között nem biztos, hogy szerepel az a lépés, amely a sakkozó ember által kigondolt stratégiai cél eléréséhez a legcélravezetőbb. Ezért nem feltétlenül a program által felkínált lépés a legjobb a játszma hosszabb távú lefolyását tekintve. Ha valaki vakon követi a gép által javasolt lépéseket, az katasztrófához vezethet. A jó játékos képes kiválasztani a felajánlott lépések közül azt, amelyik az adott szituációban valóban a leginkább támogatja őt célja elérésében.
Ma, amikor a nagy világversenyek játszmáit élőben lehet követni az interneten olyan módon, hogy a lépésre következő játékos lehetséges legjobb lépéseit egy erős sakkprogram számítja ki a nézők számára, gyakran figyelhető meg az a jelenség, hogy a versenyző egy a gép által gyengébbnek ítélt lépést választ, az ellenfél egy, a gép által is figyelembe vett válaszlépést tesz, és ennek ellenére a következő lépést követően megváltozik a hadállásnak a gép által korábban kiszámított értéke. Ez abból – a korábban már említett – sajátosságból fakad, hogy program csak bizonyos számú lépésig számol előre. A sakkprogramok másik hibája, hogy a hadállásra kiszámított értéknél figyelembe veszik az anyagi előnyt. Ez azt jelenti, hogyha valaki tisztet, minőséget vagy gyalogot áldoz pozíciós célok érdekében, akkor azt a hadállást a gép torzan ítéli meg. Ha például mi áldozunk, akkor a gép ezt követő törekvése az anyagi egyensúly helyreállítása, és ennek megfelelően ajánl fel lépéseket (kivéve, ha fonalas mattadás lehetőségét rejti az állás).
A számítógépes sakkprogram e feltárt gyengeségei miatt a gyártók már óvatosabbak a legerősebb nagymesterek és a gépek közötti mérkőzések szervezése terén. Ezért zárkózott el az IBM attól, hogy Kaszparov visszavághasson a Deep Blue-nak a tőle elszenvedett vereségért, és ezért maradt el a Polgár Zsuzsa ellen tervezett mérkőzés is. Számukra a korábban elért sikerek jelentik a reklámot, amelyet nem kívánnak gyengíteni.
„A tanulság: bármilyen sakkprogrammal lehet és érdemes is elemeztetni, tanulni, de soha nem szabad kritika nélkül elhinni a gép által játszott-elemzett változatokat! Semmilyen számítógép nem helyettesítheti az önálló gondolatokat és a valódi sakktudást. Viszont jól kiegészítheti a gyengébb emberi számolókészséget, szembesíthet az elfogult értékelésekkel és pontosságra szoktat.”
A sakkprogramok különösen erősek azokban az állásokban, amelyek pontos számítást igényelnek, de nem olyan jók a végjátékban és a pozíciós játékokban. A jó levelezési sakkjátékosok tudják, hogyan értékeljék a számítógép által javasolt lépéseket. Természetesen egy számítógépes támogatás nélküli játékosnak nincs esélye még egy jóval gyengébb ellenféllel szemben sem.

## Az advanced sakk
Ez utóbbi állítást bizonyítja az a kísérletsorozat, amelyet Ingo Althöfer professzor végzett. Az egyik ilyen kísérletében, amelyet hármasagy (triple-brain)-kísérletnek neveztek el, egy amatőr, 1900 pont alatti sakkozó játszott két darab 2250 Élő-pontszám alatti sakkprogram segítségével a 2640 pontos Juszupov nagymesterrel, Németország első számú játékosával. A két sakkprogram ajánlott egy-egy lépést, amelyek közül az amatőr játékos választhatott. A mérkőzést 5–3 arányban az amatőr játékos nyerte. A hármasagy erőssége nagyrészt abban rejlik, hogy két különböző sakkbeli tudás kombinálására ad lehetőséget. A számítógépek leginkább a taktikailag helyes lépések megtalálásában jeleskednek, míg az ember erőssége a hosszú távú tervek kiválasztása. A kontrollmérkőzés, amelyen a nagymesternek ugyanazok a számítógépes támogatások álltak rendelkezésére, Juszupov nagymester elsöprő győzelmével ért véget. Az a kísérlet is az erősebb játékos győzelmével ért véget, amelyben ellenfele erősebb sakkprogramokat használhatott, mint ő. A kutatások azt is bebizonyították, hogy nagyságrendekkel csökken az olyan számítógépek játékereje, amelyeket megfosztanak a megnyitási és játszmagyűjteményüktől. Ennek figyelembe vételével alakította ki az ICCF a jövőképét, amelyet Erich Ruch ICCF-elnök a 2011-ben kiadott „Gyémántkönyvben” (Diamond Book) fogalmazott meg, megosztva vízióját, hogy szerinte milyen lesz a levelezési sakk 2025-ben: eszerint előtérbe kerül a Fischer random sakk (amelyben már most is szervez versenyeket az ICCF), valamint annak egy új változata, amelyben nemcsak az alapsoron álló figurák helye lesz sorsolással meghatározva, hanem az összes báb elfoglalt helye is. A levelezési versenyek a sakknak ezen változatai lévén élik túl a számítógépek megjelenése okozta válságot.
Bár elméletileg a számítógépes sakkmotorok erősebbek a hagyományos tábla melletti sakkozás legjobbjainál is, a levelezési sakkjátékosok nem hagyatkoznak kizárólag a számítógépre; egy elit játékosnak tudnia kell, mikor kell vagy nem kell kizárólag a számítógép javaslatát elfogadni, valamint azt, hogyan kell irányítani a számítógépes elemzést, hogy a leghasznosabb következtetésekre jussunk.